# Болехівська сільська рада
Болехівська сільська рада — орган місцевого самоврядування у Дрогобицькому районі Львівської області з адміністративним центром у селі Болехівці.

## Розташування
Болехівська сільська рада розташована в південній частині Львівської області, в східному напрямі від районного центру міста Дрогобич.

## Загальні відомості
Ґміну Нойдорф, в дрогобицькому повіті з центром в селі Нойдорф, було створено 1 серпня 1934 року. До неї увійшли сільські громади: Болехівців, Верхніх Гаїв, Нижніх Гаїв, Нойдорф, Почаєвичів, Раневичів.
Болехівська сільська рада утворена в 1939 року. Населення — 2351 осіб.
Загальна територія Болехівської сільської ради — 2988,0 га.
Водоймища на території, підпорядкованій даній раді: річка Солониця.

## Населені пункти
Сільській раді підпорядковані 2 населені пункти.
| № | Назва населеного пункту | Населення | Площа, км² | Густота населення | Дата заснування |
| - | ----------------------- | --------- | ---------- | ----------------- | --------------- |
| 1 | с. Болехівці            | 1 602     | 2,8        | 572               | 1514            |
| 2 | с. Нове Село            | 749       | 1,255      | 596.810           | 1514            |

## Склад ради
Рада складається з 16 депутатів та голови.

### Керівний склад ради
| ПІБ                          | Основні відомості                                                     | Дата обрання | Дата звільнення |
| ---------------------------- | --------------------------------------------------------------------- | ------------ | --------------- |
| Вінцковська Дарія Михайлівна | Сільський голова, 1954 р.н.                                           | 26.03.2006   | 31.10.2010      |
| Ясеницька Дарія Василівна    | Сільський голова, 1957 р.н., освіта вища, член Народного Руху України | 31.10.2010   |                 |

Примітка: таблиця складена за даними джерела

### Депутатський склад
Рада складається з 16 депутатів та голови.
| Ковальський Василь Соловійович  | Янів Остап Ігорович      | Кулик Михайло Васильович      | Подоляк Андрій Орестович  |
| Андріїв Михайло Васильович      | Когут Зеновій Михайлович | Іванець Орест Ярославович     | Стасів Зеновій Васильович |
| Дякун Галина Іванівна           | Ілик Марія Олексіївна    | Колпецький Михайло Михайлович | Андріїв Василь Васильович |
| Головкевич Ярослава Ярославівна | Поп Іван Андрійович      | Кіс Ірина Михайлівна          | Шубан Андрій Михайлович   |

Примітка: таблиця складена за даними джерела